# Nuncia pallida
Nuncia pallida is een hooiwagen uit de familie Triaenonychidae.